# 北里奧康蒙尼蒂斯 (新墨西哥州)
北里奧康蒙尼蒂斯（英語：Rio Communities North）是位於美國新墨西哥州巴倫西亞縣的普查規定居民點。

## 人口
根據2020年美國人口普查的數據，北里奧康蒙尼蒂斯的面積為12.30平方千米，皆為陸地。當地共有人口1588人，而人口密度為每平方千米129.11人。